# Ermita del Cristo de la Vega
La ermita del Cristo de la Vega es un edificio de la ciudad española de Toledo.

## Descripción

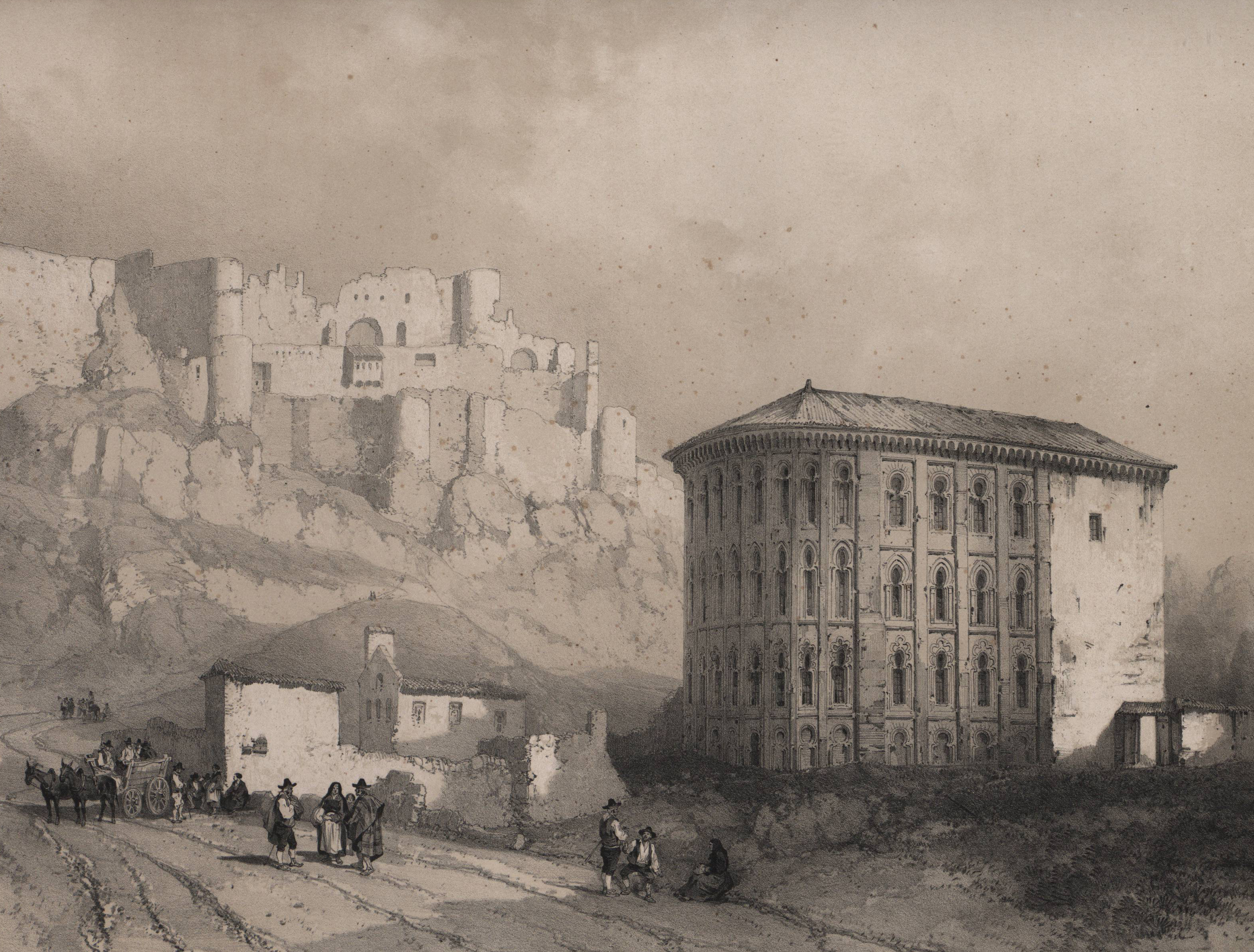
Vista de la ermita en un dibujo de Jenaro Pérez Villaamil para el tercer volumen de España artística y monumental (1850)

Se ubica fuera del casco antiguo —al noroeste de este— de la ciudad de Toledo, en Castilla-La Mancha. Consiste en un templo del siglo XIX que cuenta con un ábside de estilo mudéjar, remanente de la iglesia original erigida en torno al siglo XIII. La iglesia original es muy anterior al siglo XIII. Ermita visigoda y,probablemente , punto de culto prerromano.
Según la tradición, en el lugar, donde se habría enterrado a la patrona de Toledo, santa Leocadia, habríase levantado primero una ermita y posteriormente una basílica visigodas. En el recinto se encontraron restos de una edificación de data tardorromana, de los que se ha especulado que podrían pertenecer a un martyrium de Leocadia.
Fue declarada monumento histórico-artístico perteneciente al Tesoro Artístico Nacional el 3 de junio de 1931, durante la Segunda República, mediante un decreto publicado el día 4 de ese mismo mes en la Gaceta de Madrid, con la rúbrica del presidente del Gobierno provisional de la República Niceto Alcalá-Zamora y el ministro de Educación Pública y Bellas Artes Marcelino Domingo y Sanjuán.
Frente a ella se construyó un monumento al Sagrado Corazón de Jesús, finalizado en 1933.
En 2001 fue delimitado el entorno de protección del edificio, que por entonces contaba ya con el estatus de Bien de Interés Cultural.

## Referencias

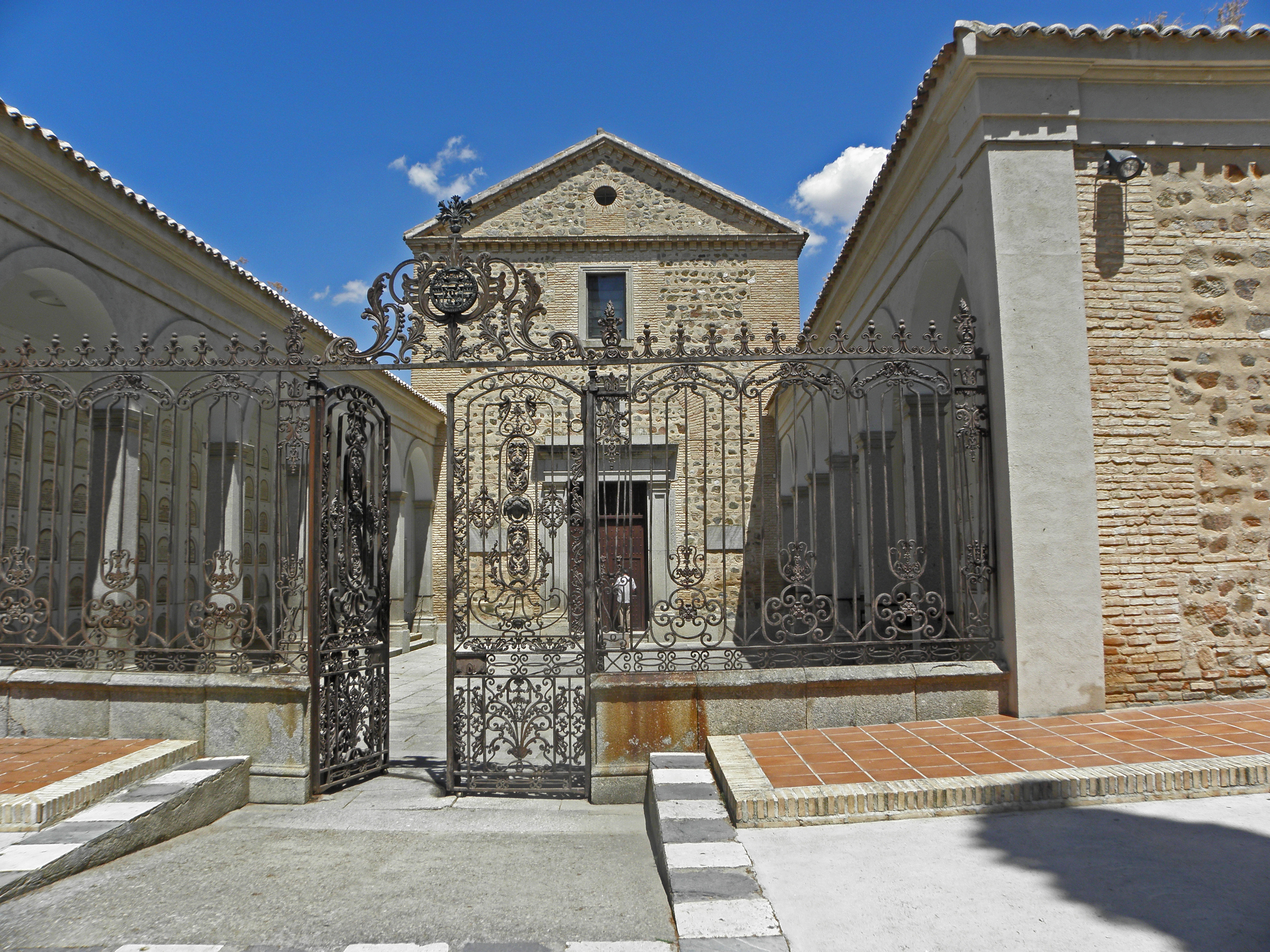
Fachada suroeste